# Tudor Ciuhodaru
Tudor Ciuhodaru (n. 16 ianuarie 1969, Bacău, România) este un politician român. În anul 2008 a fost ales deputat în circumscripția electorală nr. 24 Iași, colegiul uninominal nr. 8 Copou pe listele Alianței PSD+PC. Din ianuarie 2010 se alătură Grupului Independenților din Senat și Camera Deputaților, părăsind Partidul Social Democrat. În legislatura 2012–2016, Tudor Ciuhodaru este din nou ales deputat pe listele PPDD iar în aprilie 2015 a trecut la partidul UNPR. A revenit în Partidul Social Democrat (PSD) și a fost ales din partea acestuia deputat în 2016 și europarlamentar în 2019. În 2024 a trecut la AUR (AUR).

## Activitate legislativă
Are la activ 7 propuneri legislative dintre care și cea de completare a Legii 286/2009 privind Codul Penal, cea mai controversată fiind pedeapsa cu închisoare pentru protestatarii care împiedică exercitarea puterii de stat.